# نیسان دیزل اسپیس رانر جی‌پی
نیسان دیزل اسپیس رانر جی‌پی (Nissan Diesel Space Runner JP) خودرویی است که از سال ۱۹۹۴ تا کنون تولید شده‌است.
این خودرو در کلاس اتوبوس قرار گرفته، است. سیستم جعبه‌دندهٔ آن به دو صورت خودکار و دستی است.

## نگارخانه

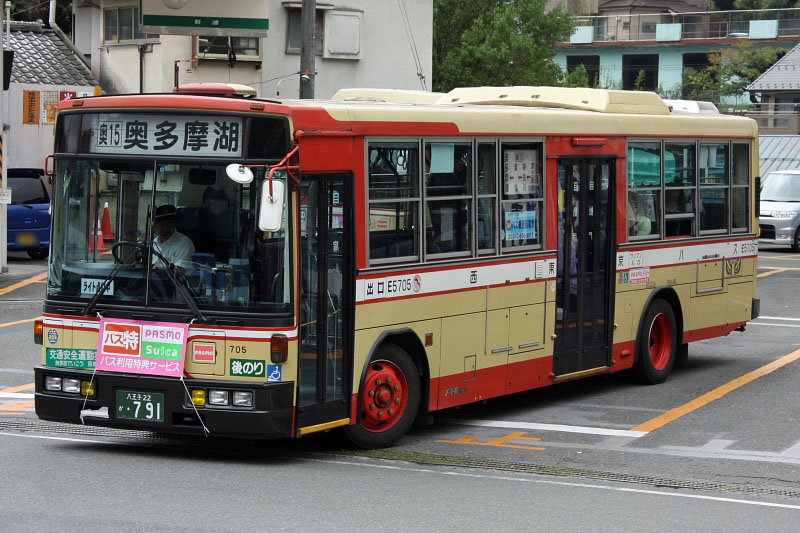
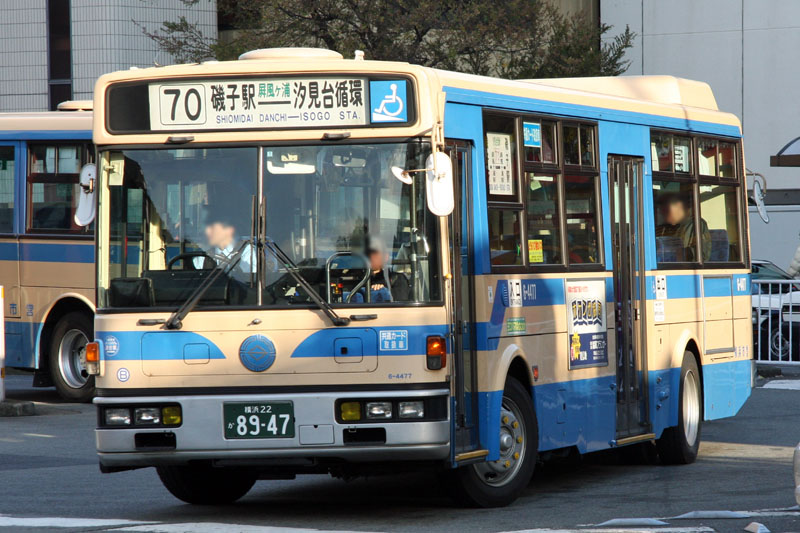
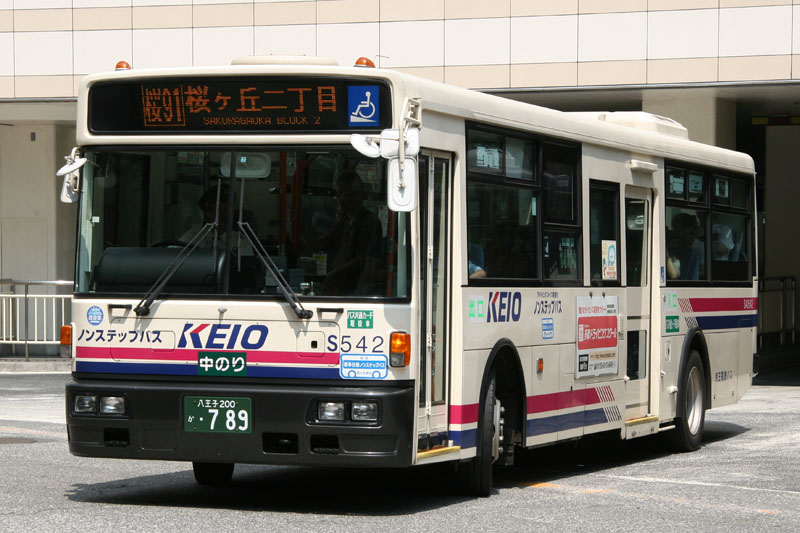